# Sandra Haynie
Sandra Haynie, née le 4 juin 1943 à Fort Worth (États-Unis), est une golfeuse professionnelle américaine.
Elle y est l'une des meilleures golfeuses du circuit dans les années 1960, 1970 et 1980 remportant quatre tournois majeurs - le Championnat de la LPGA en 1965 et 1974, l'Open américain en 1974 et le Classic de Peter Jackson en 1982. Elle compte au total quarante-quatre victoires professionnelles dont quarante-deux sur le circuit LPGA. Elle est désignée « Joueuse de l'année de la LPGA » (« Player of the Year ») en 1970.
Elle intègre le World Golf Hall of Fame en 1977.

## Palmarès

### Victoires professionnelles
| N° | Date       | Circuit principal | Tournoi                  | Score           | Par | Marge   | Finaliste             |
| -- | ---------- | ----------------- | ------------------------ | --------------- | --- | ------- | --------------------- |
|    | 26/09/1965 | LPGA              | Championnat LPGA         | 70-68-69-72=279 | - 5 | 1 coup  | Clifford Ann Creed    |
|    | 23/06/1974 | LPGA              | Championnat LPGA         | 69-73-73-73=288 | - 4 | 2 coups | JoAnne Carner         |
|    | 21/07/1974 | LPGA              | Open américain           | 73-73-74-75=295 | + 7 | 1 coup  | Carol Mann Beth Stone |
|    | 04/07/1982 | LPGA              | Classic de Peter Jackson | 71-71-70-68=280 | - 8 | 1 coup  | Beth Daniel           |